# John van Baarle
John van Baarle (Schiedam, 19 april 1945) is een Nederlandse schaker, die tussen 1968 en 1983 vrijwel onafgebroken in de top twintig van de nationale ranglijst stond.

## Competitie
Van Baarle maakte in 1965 voor de schaakclub Rotterdam zijn debuut in de Hoofdklasse van de KNSB-competitie. In de seizoenen 1965/1966, 1967/1968 en 1976/1977 werd hij met Rotterdam clubkampioen van Nederland.

## Nederlands kampioenschap
In 1969 debuteerde Van Baarle in het Nederlands kampioenschap schaken met een gedeelde zesde plaats, met 6 punten uit 11 partijen, waaronder winst op grootmeester Donner. Ook in 1970, 1971, 1973 en 1977 wist hij zich te plaatsen voor het NK, met een gedeelde vierde plaats in 1970 als beste resultaat.

## Toernooien
In dezelfde periode kwalificeerde Van Baarle zich vier keer voor de Meestergroep van het IBM-toernooi in Amsterdam, met een 6e en een 7e plaats in 1969 en 1975 als beste resultaten. Ook was hij drie keer deelnemer aan de OHRA-toernooien in Amsterdam, in 1982, 1983 en 1984. Hij speelde diverse open toernooien in binnen- en buitenland, waarvan hij er verscheidene won, zoals het open kampioenschap van Luxemburg in 1978 en Metz 1977. In 1972 deelde hij de eerste plaats in het open kampioenschap van Nederland met Jaap Vogel en Rob Hartoch, maar de titel ging naar Jaap Vogel.
Ook vertegenwoordigde hij Nederland in landenwedstrijden tegen Tunesië (1965) en Engeland (1972) en in het Clare Benedict-toernooi 1979 en de EEG-cup in 1980. In 1982 verleende de FIDE hem de FIDE-meestertitel.

## Snelschaak
Van Baarle won tientallen snelschaaktoernooien in de periode 1967 - 1980. In 1972, 1974 en 1976 was hij Nederlands kampioen in deze discipline.

## Trivia
Een van Johns specialiteiten is zijn beheersing van het pionneneindspel: Wit: Kb1, pionnen h2, g2, f2 / Zwart: Kg8, pionnen a7, b7, c7. Wit aan zet wint, maar de problematiek is zo moeilijk te doorzien dat het zonder grondige voorstudie vrijwel onspeelbaar is. 